# Begravelse i Ornans
Begravelse i Ornans (fransk: Un enterrement à Ornans) er et oliemaleri fra 1851 af den franske maler Gustave Courbet. Motivet er hans grandonkels begravelse, som Courbet havde deltaget i tre år tidligere. Det er udstillet på Musée d'Orsay i Paris.